# بنای شهرداری بندرانزلی
بنای شهرداری مربوط به دوره پهلوی است و در بندر انزلی، جنب بلوار قدس واقع شده و این اثر در تاریخ ۲۶ آذر ۱۳۵۶ با شمارهٔ ثبت ۱۵۱۵ به‌عنوان یکی از آثار ملی ایران به ثبت رسیده است.